# Marina Pavani
Marina Pavani (Caracas, 29 marzo 1959) è una giocatrice di curling italiana di Cortina d'Ampezzo,.
Figlia del giocatore di curling Enea Pavani e sorella di Andrea Pavani è giocatrice del Curling Club Olimpia. Ha fatto parte della nazionale italiana di curling partecipando a sei campionati europei e due campionati mondiali (entrambi disputati a Perth nel 1980 e nel 1981). Marina è stata campionessa d'Italia e presidente del Curling Club Olimpia.